# Рицер Смілостю Упоєнний (альбом)
«Рицер Смілостю Упоєнний» (Концерт у Луцькому замку) — другий музичний (концертний) альбом гурту «Хорея Козацька», записаний у 2009 році. Альбом є живим записом виступу гурту в рамках арт-фестивалю «Ніч у Луцькому замку».

## Учасники запису
- Тарас Компаніченко (кобза Вересая, колісна ліра, спів).
- Данило Перцов (лізард, корнет, шоломія, поморт, шалюмо, пандора, блокфлейта, спів).
- Сергій Охрімчук (скрипка, спів).
- Северин Данилейко (віолончель, спів).
- Михайло Качалов (фідель, спів).

## Композиції
1. «Мире Лукавий» (слова Стефана Яворського)
2. «Михаїлу»
3. «Ой, славен явен»
4. «Возбранній воєводі» (невідомий автор, XV ст.)
5. «Похід дружинників»
6. «Богородица Дівица»
7. «Балетто Ружено»
8. «Хорея козацька»
9. «Їхав козак за Дунай»
10. «Шедше тріє царі»
11. «Кто кріпко на Бога уповая» (слова Теофана Прокоповича)